# 蒂龍鎮區 (伊利諾伊州富蘭克林縣)
蒂龍鎮區（英語：Tyrone Township）是位於美國伊利諾伊州富蘭克林縣的一個行政鎮區。

## 地方資料
根據2010年美國人口普查的數據，蒂龍鎮區的面積為92.70平方千米，當中陸地面積為91.70平方千米，而水域面積為1.00平方千米。當地共有人口4968人，而人口密度為每平方千米53.59人。